# Glimmend roetneusje
Het glimmend roetneusje (Parasyrphus malinellus) is een vliegensoort uit de familie van de zweefvliegen (Syrphidae). De wetenschappelijke naam van de soort is voor het eerst geldig gepubliceerd in 1952 door Collin.